# James Blunt

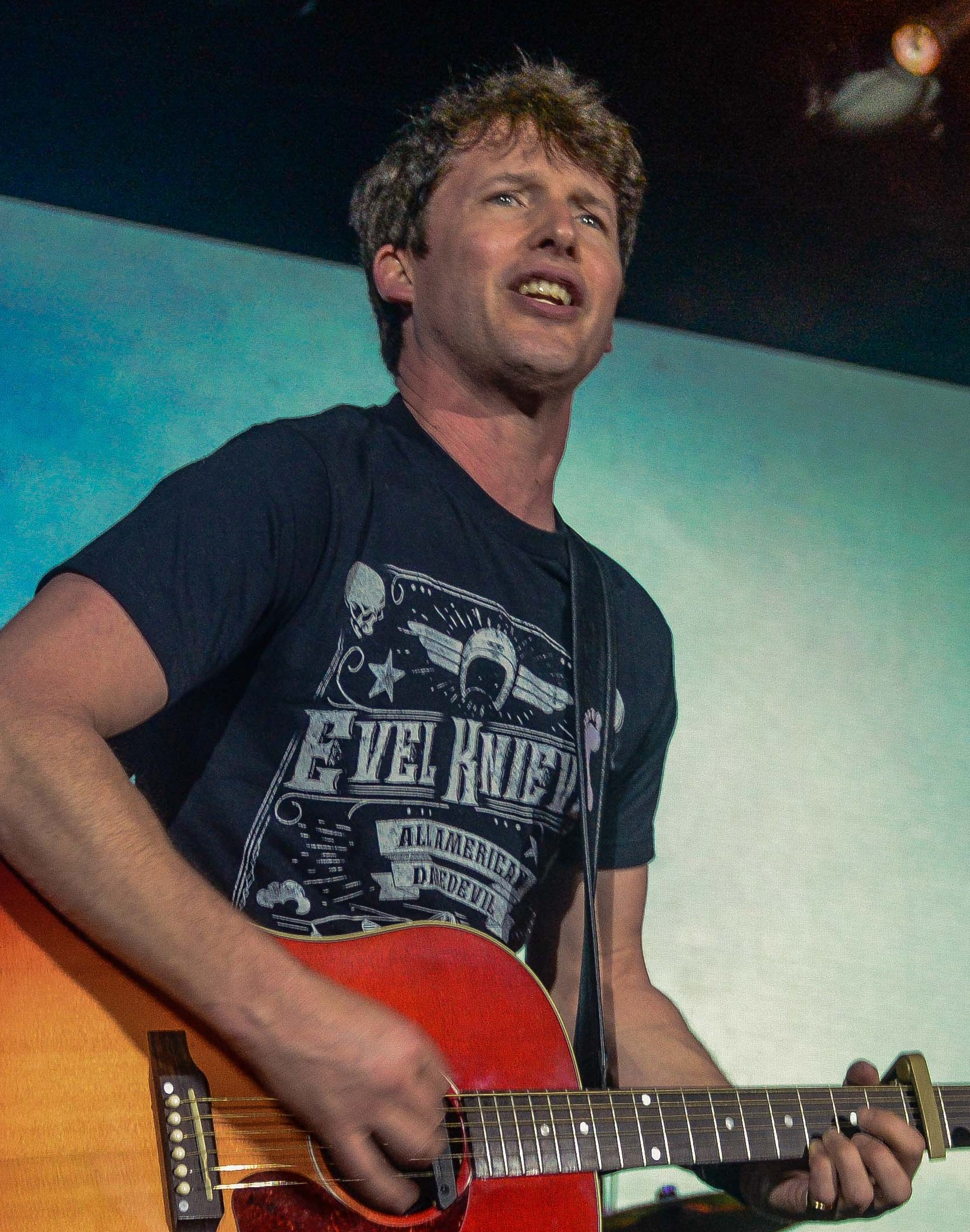
James Blunt (2018)

James Blunt (* 22. Februar 1974 als James Hillier Blount in Tidworth, Wiltshire) ist ein britischer Singer-Songwriter. Er wurde 2005 durch den Nummer-1-Hit You’re Beautiful bekannt.

## Jugend und Militärdienst
James Blunt stammt aus einer Familie mit langer Militärtradition; sein Vater diente beim Army Air Corps. Während seiner Jugend verbrachte Blunt einige Jahre in der Nähe von Soest, als sein Vater dort bei der Rheinarmee stationiert war. Blunt besuchte die Elstree School in Woolhampton und später die Harrow School. Dort bekam er ein Stipendium der British Army für die Bristol University, bevor er seine Ausbildung an der Royal Military Academy Sandhurst abschließen konnte. Er wurde Offizier der Life Guards.

## Einsatz im Kosovo
Mit einer Einheit der Blues and Royals, einem Gardekavallerieregiment, welches als Aufklärungseinheit eingesetzt wird, ging Captain Blunt im Rahmen der KFOR in den Kosovo. Im Juni 1999 führte seine Aufklärungs-Schwadron den Vormarsch der KFOR-Truppen auf den Flughafen Priština an. In der Nacht auf den 12. Juni 1999 führten russische Fallschirmjäger unerwartet einen Vorstoß nach Priština durch und kamen den KFOR-Truppen zuvor. Der US-General Wesley Clark, der Supreme Allied Commander Europe, wollte gegen die russischen Truppen vorgehen. Der britische KFOR-Kommandeur Generalleutnant Sir Mike Jackson und (nach eigener Aussage) James Blunt verweigerten die Ausführung des Befehls. Sie verhinderten damit eine direkte Konfrontation zwischen der NATO und Russland.
Blunt nahm im April 2002 als Mitglied der Ehrenwache an der Beerdigung von Queen Mum teil. Während seines Dienstes im Kosovo schrieb er das Lied No Bravery. 2002 beendete er seine sechsjährige Dienstzeit als Captain.

## Musikalische Karriere

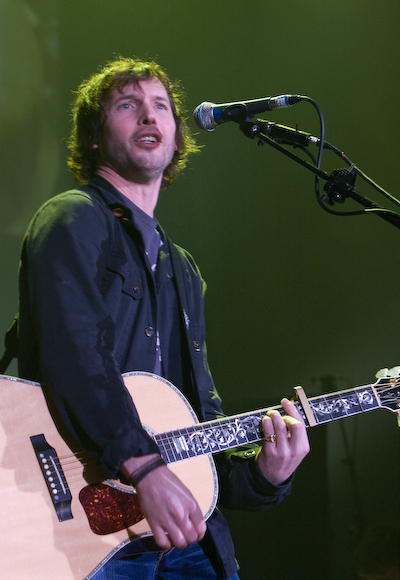
James Blunt (2008)

Ein Jahr nach Verlassen der Armee unterschrieb Blunt bei EMI Music Publishing als Sänger und Songwriter. Die ehemalige Sängerin der 4 Non Blondes, Linda Perry, die bereits Songs für Pink, Courtney Love und Christina Aguilera geschrieben und produziert hatte, wurde auf ihn aufmerksam. Perry nahm Blunt bei ihrem neuen Label Custard Records unter Vertrag, und er nahm in Los Angeles mit Produzent Tom Rothrock sein Debütalbum Back to Bedlam auf.
Blunts Debütsingle in Großbritannien war High. Das Stück schaffte es nicht in die Top 100 der UK-Single-Charts. Trotzdem wurde der Song für einen Vodafone-Werbespot in Italien ausgewählt und dort zum Top-10-Hit. High wurde auch zum Werbesong für die Deutsche Telekom, wodurch Blunt während der Fußball-Weltmeisterschaft 2006 häufig im deutschen Fernsehen zu hören war. Seine zweite Single Wisemen landete auf Platz 44 der UK-Charts und führte dazu, dass Back to Bedlam es in die Top 20 der Albumcharts schaffte. 2004 trat Blunt auf Elton Johns Tour im Vorprogramm auf.
Seine dritte Single You’re Beautiful verschaffte ihm den Durchbruch. Der Song stieg auf Platz 12 in die UK-Charts ein und kletterte innerhalb von sechs Wochen auf Platz 1. Das Lied wurde häufig im Radio gespielt und brachte so das Album ebenfalls auf Platz 1. Nach dem großen Erfolg in Großbritannien wurde das Lied auch im restlichen Europa veröffentlicht und dort einer der Sommerhits 2005. Als das Lied im Herbst 2005 in den USA veröffentlicht wurde, war er der erste britische Künstler nach neun Jahren, der es schaffte, an die Spitze der Billboard Charts zu springen. Damit beerbte er Elton John, dem dies 1997 mit Candle in the Wind gelungen war.
Im August 2007 wurde 1973 als Single veröffentlicht. Das Stück, in dem Blunt über das Eröffnungsjahr seines Lieblingsclubs, der Diskothek Pacha auf Ibiza singt, war die erste Auskopplung aus seinem zweiten Album All the Lost Souls, das im September 2007 in den internationalen Handel kam. Im Januar 2008 veröffentlichte er seine zweite Single aus dem Album. Same Mistake ist gleichzeitig der Soundtrack zum Kinofilm P.S. Ich liebe Dich. Die dritte Singleauskopplung des Albums, Carry You Home erschien in Deutschland im Juli 2008.
2010 erschien Blunts drittes Studioalbum Some Kind of Trouble. Die erste Singleauskopplung Stay the Night war der Titelsong der Sat.1-Serie Hand aufs Herz. Im Januar 2011 wurde So Far Gone und im Herbst 2011 I’ll Be Your Man ausgekoppelt. Sein viertes Studioalbum trägt den Titel Moon Landing und erschien im Oktober 2013. Bereits im Juli war daraus Bonfire Heart ausgekoppelt worden, das auf Anhieb Platz 1 der deutschen Single-Charts erreichte.
Im November 2021 war er zu Gast bei The Voice of Germany. Im Herbst 2021 präsentierte Blunt mit dem Biersommelier Jaega Wise in der Fernsehsendung Beer Masters auf Amazon Prime „Europas nächstes großes Bier“.

### Musikvideos
Die meisten Musikvideos Blunts sind durch Symbolik und eine finstere Metaphorik geprägt. Im ersten Video für High wurde er in einer Wüste begraben. Im ersten Wisemen-Video wurde er entführt und als Geisel genommen. Das Wiederveröffentlichungsvideo für Wisemen zeigt einen Ausweise verbrennenden Blunt, der schließlich als menschliche Fackel durch den Wald spaziert.

### Auszeichnungen und Erfolge
Seit 2005 gewann Blunt mehrere Auszeichnungen, u. a. einen MTV Europe Music Award, zwei Brit Awards und zwei Echos. Er hat mehr als 32 Millionen Tonträger verkauft, davon alleine in seiner Heimat über 11,6 Millionen. Sein Debütalbum Back to Bedlam wurde Ende 2010 zum erfolgreichsten Album in Großbritannien gekürt. Allein sein erstes Album ging bis heute fast 15 Millionen Mal über die Ladentheke. Damit ist es eines der erfolgreichsten Debütalben der Musikgeschichte. Sein Album Back to Bedlam war in 19 Ländern in den Top 10 vertreten, davon in elf Ländern auf Platz 1 und in fünf Ländern auf Platz 2.

## Familie

Sofia Wellesley und James Blunt (2013)

Im September 2014 heiratete Blunt Sofia Wellesley, die Enkelin von Arthur Wellesley, 8. Duke of Wellington. Das Paar hat zwei Söhne. Sein Hauptwohnsitz ist auf Ibiza. Im Winter verbringt er viel Zeit in seinem Chalet in Verbier, Schweiz.

## Diskografie
Studioalben

| Jahr | Titel Musiklabel                            | Höchstplatzierung, Gesamtwochen, AuszeichnungChartplatzierungen (Jahr, Titel, Musiklabel, Platzierungen, Wochen, Auszeichnungen, Anmerkungen) | Höchstplatzierung, Gesamtwochen, AuszeichnungChartplatzierungen (Jahr, Titel, Musiklabel, Platzierungen, Wochen, Auszeichnungen, Anmerkungen) | Höchstplatzierung, Gesamtwochen, AuszeichnungChartplatzierungen (Jahr, Titel, Musiklabel, Platzierungen, Wochen, Auszeichnungen, Anmerkungen) | Höchstplatzierung, Gesamtwochen, AuszeichnungChartplatzierungen (Jahr, Titel, Musiklabel, Platzierungen, Wochen, Auszeichnungen, Anmerkungen) | Höchstplatzierung, Gesamtwochen, AuszeichnungChartplatzierungen (Jahr, Titel, Musiklabel, Platzierungen, Wochen, Auszeichnungen, Anmerkungen) | Anmerkungen                                                    |
| Jahr | Titel Musiklabel                            | DE | AT | CH | UK | US | Anmerkungen                                                    |
| ---- | ------------------------------------------- | --- | --- | --- | --- | --- | -------------------------------------------------------------- |
| 2004 | Back to Bedlam Atlantic Records (WMG)       | DE1 ×9Neunfachgold · (68 Wo.)DE | AT1 ×2Doppelplatin · (89 Wo.)AT | CH1 ×5Fünffachplatin · (101 Wo.)CH | UK1 ×11Elffachplatin · (131 Wo.)UK | US2 ×3Dreifachplatin · (78 Wo.)US | Erstveröffentlichung: 15. April 2004 Verkäufe: + 10.903.000    |
| 2007 | All the Lost Souls Atlantic Records (WMG)   | DE1 ×5Fünffachgold · (54 Wo.)DE | AT1 Platin · (57 Wo.)AT | CH1 ×3Dreifachplatin · (56 Wo.)CH | UK1 ×3Dreifachplatin · (36 Wo.)UK | US7 Gold · (25 Wo.)US | Erstveröffentlichung: 14. September 2007 Verkäufe: + 3.419.992 |
| 2010 | Some Kind of Trouble Atlantic Records (WMG) | DE2 Platin · (27 Wo.)DE | AT3 Gold · (26 Wo.)AT | CH1 Platin · (44 Wo.)CH | UK4 Platin · (19 Wo.)UK | US11 (6 Wo.)US | Erstveröffentlichung: 3. November 2010 Verkäufe: + 1.085.000   |
| 2013 | Moon Landing Atlantic Records (WMG)         | DE2 ×3Dreifachgold · (66 Wo.)DE | AT1 Gold · (49 Wo.)AT | CH1 Platin · (71 Wo.)CH | UK2 Platin · (52 Wo.)UK | US20 (3 Wo.)US | Erstveröffentlichung: 18. Oktober 2013 Verkäufe: + 1.500.000   |
| 2017 | The Afterlove Atlantic Records (WMG)        | DE6 (14 Wo.)DE | AT7 (7 Wo.)AT | CH4 (33 Wo.)CH | UK6 Gold · (10 Wo.)UK | US177 (1 Wo.)US | Erstveröffentlichung: 17. März 2017 Verkäufe: + 100.000        |
| 2019 | Once Upon a Mind Atlantic Records (WMG)     | DE8 (11 Wo.)DE | AT6 (5 Wo.)AT | CH4 (30 Wo.)CH | UK3 Gold · (21 Wo.)UK | — | Erstveröffentlichung: 25. Oktober 2019 Verkäufe: + 100.000     |
| 2023 | Who We Used to Be Atlantic Records (WMG)    | DE11 (2 Wo.)DE | AT5 (2 Wo.)AT | CH4 (11 Wo.)CH | UK5 (2 Wo.)UK | — | Erstveröffentlichung: 27. Oktober 2023                         |

## Auszeichnungen
- 2005
  - MTV Europe Music Award – Bester Newcomer
  - Q Award – Bester Newcomer
  - Digital Music Award – Bester Newcomer
- 2006
  - NRJ Music Award – Internationaler Newcomer
  - BRIT Award – Best Pop Act
  - BRIT Award – Best British Male Solo Artist
  - NME Award – Worst Album für Back To Bedlam
  - Echo – Newcomer des Jahres (international)
  - MTV Australia Video Music Awards – Song of the Year für You're Beautiful
  - Ivor Novello Award – Most Performed Work und International Hit of the Year
  - MTV Video Music Awards – Best Male Video für You're Beautiful
  - World Music Award – Best New Artist in the World und Biggest Selling British Artist in the World
  - Teen Choice Award – Choice Music Male Artist
- 2008
  - Echo – Künstler des Jahres (international)
- 2011
  - Radio Regenbogen Award – Best International Male Artist